# Eupteryx stacla
Eupteryx stacla är en insektsart som beskrevs av Irena Dworakowska 1978. Eupteryx stacla ingår i släktet Eupteryx och familjen dvärgstritar.
Artens utbredningsområde är Taiwan. Inga underarter finns listade i Catalogue of Life.